# Creolestes keiseri
Creolestes keiseri là một loài ruồi trong họ Asilidae. Creolestes keiseri được Carrera & Papavero miêu tả năm 1965.